# Richard D. Wolff
Richard David Wolff (sinh 1 tháng 4 năm 1942) là một nhà kinh tế học Marxist người Mỹ, nổi danh với các tác phẩm về phương pháp luận kinh tế học và phân tích giai cấp. Ông là giáo sư danh dự của khoa kinh tế học tại Đại học Massachusetts Amherst và là giáo sư thỉnh giảng chương trình tốt nghiệp ngành quan hệ quốc tế của Đại học New School. Wolff cũng đã từng có thời gian giảng dạy tại Đại học Yale, Đại học Thành phố New York, Đại học Utah, Đại học Paris I (Sorbonne), và Diễn đàn Brecht ở Thành phố New York.
Năm 1988, Wolff đồng sáng lập tạp chí Rethinking Marxism [Ngẫm lại Chủ nghĩa Marx]. Năm 2010, ông xuất bản tác phẩm Capitalism Hits the Fan: The Global Economic Meltdown and What to Do About It. Năm 2012, ông xuất bản ba cuốn sách: Occupy the Economy: Challenging Capitalism, với David Barsamian (San Francisco: City Lights Books), Contending Economic Theories: Neoclassical, Keynesian, and Marxian, với Stephen Resnick, và Democracy at Work (Chicago: Haymarket Books). Năm 2019, ông cho ra mắt tác phẩm Understanding Marxism.

### Phỏng vấn
- Bản mẫu:Charlie Rose view
- Capitalism in Crisis: Richard Wolff Urges End to Austerity, New Jobs Program, Democratizing Work. Democracy Now!, 25 tháng 3 năm 2013.
- The Empire Files: Understanding Marxism and Socialism with Richard Wolff. The Real News, 21 tháng 3 năm 2016.
- Poverty Has Always Accompanied Capitalism Lưu trữ ngày 13 tháng 1 năm 2018 tại Wayback Machine. Truthout. 3 tháng 7 năm 2016.